# Прапор (лінійна алгебра)
Прапор — послідовність вкладених один в одного підпросторів векторного простору {\displaystyle L} (або простору іншого типу, для якого визначено поняття розмірності), що має вигляд
{\displaystyle L_{0}\subset L_{1}\subset L_{2}\subset \dots \subset L_{k}=L,}
де
{\displaystyle 0=\dim L_{0}<\dim L_{1}<\dim L_{2}<\cdots <\dim L_{k}=\dim L.}
Найбільш часто зустрічається поняття повного (або максимального) прапора, в якому {\displaystyle \dim L_{i}=i}, і отже, число {\displaystyle k=\dim L.}
Якщо позначити dim Li = di то набір чисел (d1, … dk) називається сигнатурою прапора.
Поняття прапора використовується головним чином в алгебрі та геометрії (іноді називається також фільтрацією).

## Базиси і прапори
Кожен базис {\displaystyle e_{1},\ldots ,e_{n}} векторного простору {\displaystyle L} визначає в ньому деякий повний прапор. А саме {\displaystyle L_{i}=\langle e_{1},\ldots ,e_{i}\rangle } (тут трикутні дужки означають лінійну оболонку векторів). Даний базис векторного простору називається узгодженим з відповідним прапором.
Побудована таким чином відповідність між базисами і повними прапорами не є взаємно однозначною: різні базиси простору можуть визначати в ньому один і той же прапор.
Якщо векторний простір {\displaystyle L} є  евклідовим, то, оперуючи не з будь-яким, а лише з ортонормованим базисом цього простору, ми отримуємо відповідність між ортонормованими базисами з точністю множення на елемент одиничної норми і повними прапорами.

## Дія лінійної групи і стабілізатор
На множині прапорів заданої сигнатури природно вводиться дія загальної лінійної групи. Стабілізаторами називаються такі елементи, щр для всіх підпросторів у прапорі виконується {\displaystyle T(L_{i})\subset L_{i}.}
В матричній термінології стабілізаторами будуть верхні трикутні блокові матриці з блоками розмірами {\displaystyle d_{i}-d_{i-1}.} Зокрема стабілізаторами повних прапорів у узгоджених базисах будуть невироджені верхні трикутні матриці.

## Гніздо
У нескінченновимірному просторі V ідея прапора узагальнюється до гнізда.
А саме, набір підпросторів, цілком упорядкованих по включенню замкнутих підпросторів, називається гніздом.